# Terrassola i Lavit
Terrassola i Lavit, impròpiament Torrelavit, és un municipi de la comarca de l'Alt Penedès. El nom del municipi és una creació ad hoc combinant els noms de dos nuclis de població propers dins el municipi, Terrassola i Lavit.

## Geografia
- Llista de topònims de Torrelavit (Orografia: muntanyes, serres, collades, indrets..; hidrografia: rius, fonts...; edificis: cases, masies, esglésies, etc).

| Entitat de població       | Habitants (2023) |
| la Pineda                 | 718              |
| Terrassola                | 252              |
| Lavit                     | 191              |
| el Carrer del Bosc        | 174              |
| Cal Rossell de la Serra   | 100              |
| Can Nadal de la Bogadella | 27               |
| Sant Martí Sadevesa       | 13               |
| el Carrer del Bessó       | 11               |
| la Riera                  | 8                |
| Can Raspall dels Horts    | 5                |
| Font: Idescat             |                  |

## Topònim no normatiu
Torrelavit és el topònim oficial, però l'Institut d'Estudis Catalans ha defensat sempre la forma Terrassola i Lavit. Les raons per a la creació de la forma Torrelavit (que, d'altra banda, és un portmanteau entre els dos topònims mal construït, ja que el correcte seria Terralavit) rauen en la voluntat del consistori municipal de simplificar-ne el nom, sense que hi hagi tradició moderna, malgrat que el municipi es compongui de dos topònims.

## Demografia
| 1497 f | 1515 f | 1553 f | 1717 | 1787 | 1857  | 1877  | 1887  | 1900  | 1910  |
| ------ | ------ | ------ | ---- | ---- | ----- | ----- | ----- | ----- | ----- |
| 47     | 35     | 46     | 102  | 527  | 1.206 | 1.320 | 1.406 | 1.233 | 1.317 |

| 1920  | 1930  | 1940  | 1950  | 1960  | 1970  | 1981  | 1990  | 1992  | 1994  |
| ----- | ----- | ----- | ----- | ----- | ----- | ----- | ----- | ----- | ----- |
| 1.399 | 1.388 | 1.301 | 1.180 | 1.228 | 1.331 | 1.166 | 1.190 | 1.205 | 1.205 |

| 1996  | 1998  | 2000  | 2002  | 2004  | 2006  | 2008  | 2010  | 2012  | 2014  |
| ----- | ----- | ----- | ----- | ----- | ----- | ----- | ----- | ----- | ----- |
| 1.176 | 1.161 | 1.172 | 1.152 | 1.148 | 1.232 | 1.290 | 1.383 | 1.392 | 1.393 |

| 2016  | 2018  | 2020  | 2022  | 2024  | 2026 | 2028 | 2030 | 2032 | 2034 |
| ----- | ----- | ----- | ----- | ----- | ---- | ---- | ---- | ---- | ---- |
| 1.413 | 1.430 | 1.422 | 1.457 | 1.509 | -    | -    | -    | -    | -    |

El primer cens és del 1920 després de formar-se el municipi per la unió de Terrassola i Lavit. Les dades anteriors són la suma dels dos antics municipis.